# Zieglhütte (Vohenstrauß)
Die Einöde Zieglhütte ist ein Ortsteil von Vohenstrauß im Landkreis Neustadt an der Waldnaab in der Oberpfalz.

## Geographische Lage
Zieglhütte liegt auf dem Ostufer der Luhe.
Auf dem gegenüberliegenden Westufer der Luhe befindet sich die Einöde Oberschleif.
Zieglhütte befindet sich ungefähr 5,7 km nordwestlich von Vohenstrauß.

## Geschichte
In der Regensburger Matrikel von 1838 wird Zieglhütte unter der Pfarrei Roggenstein nicht genannt.
Auf den historischen Karten 1808–1864 und 1817–1841 ist die Zieglhütte mit einem Gebäude eingezeichnet.
In der amtlichen Statistik von 1871 ist Zieglhütte mit 3 Gebäuden und 5 Einwohnern als Teil der Gemeinde Roggenstein verzeichnet.
Die Gemeinde Roggenstein bestand 1938 aus den Ortschaften Roggenstein, Binnermühle, Hammer, Lämersdorf, Luhmühle, Oberschleif, Unterschleif und Zieglhütte.
Am 1. Januar 1972 wurde die Gemeinde Roggenstein im Rahmen der Gemeindegebietsreform in die Gemeinde Vohenstrauß eingegliedert. Dadurch wurde Zieglhütte Ortsteil von Vohenstrauß.

### Einwohnerentwicklung in Zieglhütte ab 1871
- Quelle[7]

| Jahr | Einwohner | Gebäude |
| ---- | --------- | ------- |
| 1871 | 5         | 3       |
| 1885 | 3         | 1       |
| 1900 | 6         | 1       |
| 1925 | 7         | 1       |
| 1950 | 4         | 1       |

| Jahr | Einwohner | Gebäude |
| ---- | --------- | ------- |
| 1961 | 20        | 3       |
| 1970 | 22        | k. A.   |
| 1987 | 2         | 1       |
| 2011 | 5         | k. A.   |